# James Lovelock
James Ephraim Lovelock, CH, CBE, FRS, Ph.D (n. 26 iulie 1919, Letchworth Garden City, Anglia, Regatul Unit al Marii Britanii și Irlandei – d. 26 iulie 2022, Abbotsbury⁠(d), Dorset⁠(d), Anglia, Regatul Unit) a fost un savant independent, ecologist și futurolog care a locuit în Devon, Anglia. El este cel mai bine cunoscut pentru ipoteza Gaia, care postulează că biosfera este o entitate cu  o auto-reglare, un sistem complex care contribuie la menținerea condițiilor de viață de pe planetă. A fost specialist și în diverse alte domenii: chimie, biologie, medicină etc.
Timp de mulți ani, Lovelock a fost o autoritate de necontestat în rândul ecologiștilor care-l venerau ca unul dintre fondatorii teoriei încălzirii globale și a efectului de seră. Cu toate acestea, în 2004, el a afirmat că "doar utilizarea energiei nucleare poate împiedica încălzirea globală" și a devenit membru al mișcării "Ecologiștii pentru Energia Nucleară" (en. Environmentalists for Nuclear Energy).
În cartea sa The Ages of Gaia din 1988 declară că strămoșii noștri... au venit din cenușa unei explozii nucleare la scară stelară.
În ianuarie 2006, Lovelock a spus că, ca urmare a încălzirii globale de la  sfârșitul secolului XXI, "miliarde de oameni vor pieri, și va fi doar un grup de supraviețuitori în Arctica unde clima va rămâne suportabilă". Potrivit previziunilor sale, publicate în The Guardian, în 2100, 80% din oameni vor muri, iar clima va fi echilibrată în următorii 100.000 de ani.